# Hoplocheiloma macropyga
Hoplocheiloma macropyga är en tvåvingeart som beskrevs av Frey 1927. Hoplocheiloma macropyga ingår i släktet Hoplocheiloma och familjen skridflugor. Inga underarter finns listade i Catalogue of Life.